# Mandoloncello
Il mandoloncello è uno strumento musicale a plettro derivato dalla mandola nel XIX secolo. 
Di proporzioni maggiori (diapason di circa 59 cm), è usualmente dotato di quattro cori (do, sol, re, la) accordati all'unisono una quinta sotto la mandola tenore. Presenta dunque la medesima accordatura del violoncello ed è stato sviluppato esattamente al fine di ricoprirne il ruolo sia nelle orchestre a plettro, che nei quartetti a plettro.
Una variante a cinque cori (do, sol, re, la, mi), dunque con estensione superiore paragonabile a quella della mandola, è anche denominata liuto cantabile.